# Massarina
Massarina Sacc.– rodzaj grzybów z rodziny Massarinaceae.

## Systematyka i nazewnictwo
Pozycja w klasyfikacji według Index Fungorum: Massarinaceae, Pleosporales, Pleosporomycetidae, Dothideomycetes, Pezizomycotina, Ascomycota, Fungi.
Synonimy nazwy naukowej:

- Bertia subgen. Bertiella Sacc.
- Bertiella (Sacc.) Sacc. & P. Syd.
- Epiphegia G.H. Otth
- Epiphegia G.H. Otth ex Aptroot
- Massarinula Géneau
- Oraniella Speg.
- Parasphaeria Syd.
- Phragmosperma Theiss. & Syd.
- Pseudodiaporthe Speg.
- Vaginatispora K.D. Hyde[2].

Niektóre gatunki:
- Massarina adeana (Petr.) E. Müll. 1962
- Massarina albiziae S. Ahmad 1971
- Massarina albocarnis (Ellis & Everh.) M.E. Barr 1992
- Massarina almeidana Sousa da Câmara 1929
- Massarina alni (G.H. Otth) Sacc. 1895
- Massarina eugeniae Srinivas. & P.G. Sathe 1974
- Massarina neesii (Körb.) L. Holm 2012 – tzw. kapturnica Neesa
- Massarina oleina S. Ahmad 1972
- Massarina pomacearum Höhn. 1917
- Massarina spectabilis Ade 1923

Nazwy naukowe na podstawie Index Fungorum. Nazwy polskie według W. Fałtynowicza.